# Assassin's Creed: Revelations
Assassin's Creed: Revelations je dalším pokračováním oblíbené série her vydaných společností Ubisoft. Hra se odehrává převážně v Turecku (tehdejší Osmanská říše), ale i v Sýrii, konkrétně v pevnosti Masyaf. Ve hře se naposled objeví hlavní představitel Assassin's Creed II a Assassin's Creed: Brotherhood, Ezio Auditore da Firenze. Hra vyšla 15. listopadu 2011. Jedná se o čtvrtý díl v sérii.

## O hře
Již čtvrtý díl světově velice oblíbené a úspěšné série her Assassin's Creed zavede hráče do srdce tehdejší Osmanské říše, Konstantinopole (Istanbulu), kde sílící armáda templářů brzy začne ohrožovat celé impérium. V této hře se hráči naposled vžijí do kůže asasína Ezia Auditore da Firenze, kterému je už 52 let. Ten se tentokrát vydává zpět po stopách legendárního mentora a velmistra řádu asasínů Altaïra Ibn-la' Aháda. Eziovi se opět rozšířil zbraňový arzenál. Novinkou je 'hookblade (háková čepel). Výraznou změnou také projde Eagle Vision (Orlí pohled) . Ten se proměnil v Eagle Sense (Orlí smysl). S jeho pomocí bude Ezio moct sledovat a dokonce i předvídat pohyb zaměřených osob. Změnou prošli i asasíni, kteří budou nyní moct dosáhnout až 15. úrovně. Vylepšením prošel i koncept Borgiovských věží. Tentokrát budeme moct v rámci misí zabírat tzv. Assassin's Dens (Assassínská doupata). Ty ale budou moct být, na rozdíl od věží v Assassin's Creed: Brotherhood, napadené. Pokud se tak stane, může Ezio k věži poslat asasínského pomocníka. Jestliže k doupěti Ezio přiřadí Mistra asasína, stane se téměř nedobytnou. Asasínská doupata budou mít také vliv na nepřátelské stráže, kteří se postupně stanou neutrálními. Ze střech těchto budov je také možné si natahovat transportní lana.
Nepovinných misí je tentokrát málo a místo nich přišly náhodné mise. Desmond najde v Animu tzv. Black Room (Černá místnost), kde budeme moci odhalovat vzpomínky ztracené v podvědomí. Novinky jsou i v multiplayeru – nové módy, postavy, mapy a zbraně. Zajímavostí je tvorba vlastních postav a zbraní v MP.

## Děj
Desmond Miles je po nervovém zhroucení, jež utrpěl na konci dílu Brotherhood (Bratrstvo), připojen k Animu a ocitá se na Ostrově, který je základní a jednoduchou simulací prostředí. Zde se setkává se Subjektem 16, který mu sdělí, že musí pro úspěšný únik dokončit kompletní synchronizaci, jinak nebude Animus schopen separovat jednotlivé postavy v jeho mysli. Desmond tedy pokračuje v příběhu Ezia, který přichází do Masyafu, aby odkryl Altaïrovo tajemství. K tomu je potřeba pěti vzpomínkových klíčů od knihovny, z nichž jeden je již ve vlastnictví Templářů a zbylé čtyři uschoval na Altaïrův rozkaz Niccolo Polo v Konstantinopoli (Istanbulu).
Ezio tedy pluje do Konstantinopole, setkává se Yusufem Tazimem (vůdce Konstantinopolských asasínů) a s pomocí Sofie Sartor, Sulejmana a místní větve řádu Asasínů klíče nachází, každý klíč obsahuje hratelnou Altaïrovu vzpomínku.
V Altaïrových vzpomínkách umírá Altaïrův mentor Al Mualin a kvůli zrádnému asasínovi Abbasovi se asasínské bratrstvo rozštěpilo. Altaïr ukryl Jablko, aby ho uchránil před mocichtivým Abbasem, a stáhl se do ústraní. Nakonec Altaïr Abbase zabije a Jablko ukryje ve své kryptě (knihovně). Než zemře, uzavřen ve své kryptě, předá pět klíčů od knihovny (neboli své krypty) Niccolovi Polovi (otci Marca Pola).
Za posledním klíčem Ezio putuje až do Cappadocie za Manuelem Palaoiologem, kterého zabije a získá tak poslední klíč. V Konstantinopoli mezitím vyjde najevo, že Sulejmanův strýc Ahmet je templářský zrádce. Ahmet unese Sofii Sartor, do níž je Ezio zamilován, aby Ezia nalákal. Ve vyhrocené situaci plné pouličních bojů umírá asasín Yusuf, Sofii ale Ezio zachrání. Sulejmanův otec Selim I. se vrátí zpět do Konstantinopole, zavraždí Ahmeta a Ezio získá zpět Altaïrovy klíče.
V Masyafu pak odemyká Altaïrovu knihovnu, ve které nachází kostru samotného Altaïra a Jablko, které zde zanechává. Ezio poté promlouvá k Desmondovi, o kterém tuší, že ho může určitým způsobem slyšet. Sděluje mu svůj záměr opustit řád a věří, že s pomocí nápověd, které odkryl, najde Desmond odpovědi na otázky, po kterých celý život Ezio a Altaïr pátrali. V tu samou chvíli se Desmondovi zjevuje hologram Jupitera, ten mu odkrývá celé tajemství První civilizace. Jednalo se o značně vyspělý národ, který přišel „ještě před lidmi“. Stvořili člověka k obrazu svému jako otrockou pracovní sílu, ale lidé se brzy vzepřeli a propukla válka. První civilizace byla krátce nato zničena mohutnou solární erupcí, samotné lidstvo jen tak tak přežilo. Solární erupci nedokázali Jupiter, Juno ani Minerva zabránit. Jejich kompletní výzkum byl uložen ve speciálních podzemních kryptách a zůstává na samotném Desmondovi, aby našel centrální kryptu a zabránil tak druhé sluneční erupci, která hrozí lidstvu. Naštěstí se však dodávka s Desmondem, jeho otcem Billem, Rebeccou a Shaunem objevuje právě u centrální krypty, která se následně po Desmondově probuzení aktivuje.

## Edice
Kromě normální edice byly k dostání opět i sběratelské edice. Tentokrát hned tři:

### Animus Edition
Tato edice obsahuje:
- Speciální krabičku s motivem Animu
- Podrobnou encyklopedii popisující hlavní postavy a události ve světě Assassin's Creed
- Soundtrack
- Krátký animovaný film Assassin's Creed: Embers
- Vězení Vlada Napichovače
- Větší množství munice do kuše a pistole, větší počet bomb
- Dvě MP postavy – Křižák (Crusader) a Osmanský Harlekýn (Ottoman Jester)
- Brutova zbroj
- Exkluzivní předmět na úpravu postav

### Collectors Edition
Tato edice obsahuje:
- Podtácek s motivem Assassin's creed
- Speciální sběratelskou krabičku s pečetí assassínů
- Artbook s 50 ilustracemi a artworky ke hře
- Soundtrack
- Krátký animovaný film Assassin's Creed: Embers
- Vězení Vlada Napichovače
- Dvě MP postavy – Křižák (Crusader) a Osmanský Harlekýn (Ottoman Jester)

### Special Edition
Tato edice obsahuje:
- Exkluzivní obal hry
- Soundtrack
- Zbroj Tureckého Assassína
- Dvě MP postavy – Křižák (Crusader) a Osmanský Doktor (Ottoman Doctor)

## DLC, updaty a bonusy

### The Ancestors – Character Pack
4 postavy do multiplayeru: Privatýr, Korzárka, Zbojnice a Gladiátor

### The Mediterranean Traveler – Map Pack
6 map do multiplayeru: Jerůzalém, císařská čtvrť Konstantinopole, obchodní čtvrť Konstantinopole, Florencie, San Donato a Siena

### The Lost Archive
Toto DLC přináší dvouhodinový příběh ve kterém hráči prozkoumají záhadnou minulost Subjectu 16 a Lucy Stillmanové. DLC také odemkne bonusový obsah jako je Turecká asasínská zbroj (pouze vzhled), Altaïrova róba, Brutova zbroj (pouze vzhled), vylepšení kapacity bomb, šípů a kulek, misi "Vězení Vlada Napichovače" a 3 postavy pro multiplayer (Osmánský šašek, Doktor a Křižák).